# Haptophobie
 (mai 2018).
Du grec ancien ἄπτω/hapto, « toucher » et de φόβος / phobos, « peur », l'haptophobie (également connue sous les noms d'aphephobie, haphophobia, hapnophobia, haptephobia, haptophobia,, et thixophobia) est une phobie rare qui implique la crainte de toucher ou d'être touché. Il s'agit d'une exagération aiguë des tendances normales de protection de l'espace personnel, exprimé comme une crainte de contamination ou d'invasion.
Parfois, la peur est limitée au toucher d'une personne de sexe opposé. Chez les femmes, celle-ci est souvent associée à une peur d'agression sexuelle. Michel Dorais, auteur de Ça arrive aussi aux garçons, l'abus sexuel au masculin, rapporte que beaucoup de garçons qui ont été victimes d'abus sexuels ont peur d'être touchés.
La sensation éprouvée par l'haptophobe peut se caractériser par des frissons et une angoisse. Il se peut aussi qu'il fasse une crise d'angoisse lorsqu'il est dans un lieu où il est collé à d'autres personnes.

## Symptômes
Comme avec d'autres phobies et des conditions d'anxiété, l'haptophobie peut survenir avec des symptômes d'anxiété ou liés au stress qui en diffèrent. Une liste non exhaustive de ces symptômes peut inclure :
- Douleurs de poitrine
- Sensation d'étouffement
- Des éclairs froids ou chauds
- Dissociation
- Vertiges
- Peur de mourir
- Peur de la perte de contrôle
- Sentiment d'être pris au piège
- Palpitations cardiaques
- Hyperventilation
- Nausée
- Sens du danger imminent
- Transpiration
- Sensations de picotement
- Tremblant
- Urticaire cholinergique

## Relation avec les troubles psychologiques

### Dans l'autisme
- Si vous ne connaissez pas le sujet, laissez ce bandeau (vous pouvez alors contacter les auteurs).
- Si vous supprimez le contenu mis en cause (vous pouvez préalablement contacter les auteurs),

argumentez précisément cette suppression dans la page de discussion
(un manque de référence n'est pas un argument ; une recherche réelle de référence doit avoir été effectuée, être formellement documentée).
Cet attribut est très souvent un symptôme du TSA. De multiples personnes autistes ont une forte aversion à être touchées par une personne, principalement pour des causes sensorielles ; la personne a une sensibilité accrue au toucher et peut ressentir un contact intime comme douloureux, imprévu ou envahissant. D'ailleurs, les personnes autistes sont en quelque sorte reconnues pour avoir cette aversion qui peut sembler exagérée ou étrange. Parfois, il se peut que la personne autiste soit germophobe, avec ou sans sensibilité atténuée au toucher.

### Trouble obsessionnel-compulsif
La phobie des microbes ou de toucher est considérée comme l'une des phobies les plus communes chez les personnes présentant un TOC, un trouble anxieux relativement sévère caractérisé par des pensées intrusives incontrôlables générant une appréhension intense et menant à des gestes et rituels compulsifs, souvent irrationnels, qui peuvent affecter la vie au quotidien. À cause de cette phobie, les personnes ayant un TOC seront terrifiées à l'idée de toucher certaines choses ou tout en général (généralement des choses que l'on touche au quotidien) ou d'être touchées par une personne de peur d'être infectées par un microbe ou de se sentir "sale". Cette phobie mène généralement à un lavage des mains compulsif malgré le fait que la personne sache que sa peur est irrationnelle. Cette compulsion est un concept extrêmement iconique et populaire du trouble ; dans la majorité des cultures, on considère que les personnes ayant un TOC sont obsédées par le fait de se laver les mains après avoir touché quelque chose, tout comme les gens s'imaginent souvent à tort qu'une personne schizophrène est toujours sauvage et meurtrière ou qu'elle possède plusieurs identités, ce que l'on représente le plus souvent dans les médias comme un stéréotype du TOC. Pourtant, contrairement à la majorité des stéréotypes sur d'autres troubles psychologiques, cette idée populaire n'est pas tout à fait trompeuse puisque les personnes affectées du TOC ont très fréquemment peur des microbes et se lavent compulsivement, donc cela peut aider à mieux comprendre le trouble à un niveau de base.

## Dans la culture populaire
- Si vous ne connaissez pas le sujet, laissez ce bandeau (vous pouvez alors contacter les auteurs).
- Si vous supprimez le contenu mis en cause (vous pouvez préalablement contacter les auteurs),

argumentez précisément cette suppression dans la page de discussion
(un manque de référence n'est pas un argument ; une recherche réelle de référence doit avoir été effectuée, être formellement documentée).
- Guts dans Berserk.
- Victor dans Mortel
- Sam dans Death Stranding.
- Sachiko Ogasawara dans Maria-sama ga Miteru.
- Ciel Phantomhive dans Black Butler.
- Satellizer L. Bridget dans le manga Freezing va jusqu'à tuer ceux qui la touchent.
- Dans Remplaçable (épisode 4, saison 23 des Simpsons) , l'ambitieuse Roz est atteinte d'haptophobie, et cela entraînera son renvoi (elle a passé à tabac son employeur Mister Burns qui voulait la serrer dans ses bras pour la féliciter).
- Dans The Following (épisode 5, saison 2), Marc panique après un contact physique avec Emma et explique qu'il est atteint d'haptophobie.
- Dans Cinquante nuances de Grey (Fifty Shades of Grey), Christian Grey est atteint d'haptophobie, ayant subi des violences petit. Il ne supporte pas qu'on lui touche le torse ou le dos.
- Dans le roman Phænomen d'Erik L'Homme, le personnage de Violaine est haptophobe.
- Dans le cartoon Nom de code : Kids Next Door, Numéro 363 devient fou de rage quand il est touché, ce qui met sa vie péril et lui vaut son renvoi des KND.
- Dans le roman Six of Crows de Leigh Bardugo, Kaz Brekker porte des gants en permanence pour cette raison.
- Dans la série Legion, Sydney Barrett a développé cette phobie à cause de son pouvoir.